# هويت هنري ويلر
هويت هنري ويلر هو محامي وقاضي وسياسي أمريكي، ولد في 30 أغسطس 1833 في تشيسترفيلد في الولايات المتحدة، وتوفي في 19 نوفمبر 1906 في براتلبورو في الولايات المتحدة. نشط حزبياً في الحزب الجمهوري. وقد انتخب عضو مجلس نواب فيرمونت ‏.